# Ferry Shirakaba
Le Ferry Shirakaba (フェリーしらかば, Ferī Shirakaba) est un ferry ayant appartenu à la compagnie japonaise Shin Nihonkai Ferry. Construit entre 1993 et 1994 aux chantiers IHI de Tokyo, il a desservi de juillet 1994 à juin 2017 les liaisons reliant les îles d'Honshū et d'Hokkaidō par la mer du Japon. Cédé en 2017 à l'armateur indonésien Mutiara Ferindo Internusa, il est tout d'abord renommé Golden Pearl 6 puis de Mutiara Ferindo VII. Il navigue actuellement dans l'archipel indonésien entre les îles de Bali et de Lombok.

## Histoire

### Origines et construction
Depuis la fin des années 1980, la compagnie Shin Nihonkai Ferry est en pleine entreprise d'amélioration des conditions de confort et de la qualité de son service à bord de ses navires. Avec la mise en service en 1987 du premier ferry proposant des prestations de qualité supérieure par la compagnie Taiheiyō Ferry, opérateur desservant les liaisons entre Honshū et Hokkaidō par la côte Pacifique, Shin Nihonkai a alors pris la décision d'opérer une montée en gamme dans les aménagements de sa flotte avec tout d'abord la construction du New Akashia en 1988, la transformation en 1990 des navires Ferry Lilac, New Hamanasu et New Shirayuri, puis finalement la mise en service du Ferry Lavender, sister-ship du New Akashia, en 1991. Mais malgré ces efforts, il apparaît que l'écart de confort subsiste toujours au sein de la flotte et que la clientèle se révèle de plus en plus exigeante. Cette situation encourage alors la compagnie à poursuivre le renouvellement de la flotte. La construction de deux unités neuves destinées à remplacer les jumeaux New Hamanasu et New Shirayuri entre Niigata et Otaru est donc décidée par la direction. Toutefois, en raison de leur mise en service relativement récente, il est prévu que ces deux navires soient conservés et exploités sur une liaison inédite reliant simultanément Tsuruga, Niigata et Akita au port de Tomakomai, au sud de Sapporo.
Baptisés Ferry Azalea et Ferry Shirakaba, les futurs navires sont commandés aux chantiers IHI de Tokyo. Conçus sur la base des New Akashia et Ferry Lavender, ils se démarquent cependant de leurs aînés par leurs aménagements intérieurs dont la qualité et le confort sont revus à la hausse. La conception plus aboutie de ces locaux perfectionne les standards de la compagnie avec une surface consacrée bien plus grande, ce qui permet entre autres l'accroissement de la capacité d'emport. Quelques éléments sont néanmoins supprimés tels que la piscine extérieure, présente sur les précédents navires et remplacée là par deux bains à remous, ainsi que l'absence d'une porte rampe avant. Les capacités fret et véhicule restent quant à elles similaires à celles du New Akashia et du Ferry Lavender, de même que l'appareil propulsif, toutefois plus récent, qui peut tout de même atteindre des vitesses de l'ordre de 26 nœuds.
La construction du Ferry Shirakaba débute 7 octobre 1993 à Tokyo. Le navire est ensuite lancé le 13 janvier 1994 puis achevé durant les mois suivant. Il est livré à Shin Nihonkai en juillet 1994.

### Service

#### Shin Nihonkai Ferry (1994-2017)
Le Ferry Shirakaba est mis en service le 12 juillet 1994 entre Niigata et Otaru. Il rejoint sur cet axe son jumeau le Ferry Azalea, mis en service au mois d'avril. Les deux navires sont les dernières unités de Shin Nihonkai construites en arborant la livrée originale de la compagnie avec la bande verte longeant la coque. Les deux navires suivants seront lancés avec une toute nouvelle livrée à dominante bleue et l'inscription « Shin Nihonkai » dans une graphie inspirée du logo Cruising Resort, marque commerciale de la compagnie. Cette nouvelle livrée sera appliquée à toute la flotte en 1997.
Le matin du 29 janvier 1999, alors que le car-ferry entre au port Niigata par visibilité réduite, une erreur de navigation de la part du commandant qui a mal calculé la position du navire lui fait violemment heurter le quai, endommageant gravement son bulbe d'étrave.
En 2002, le navire et son jumeau sont remplacés par les récents Lilac et Yuukari et transférés en conséquence sur la ligne Tsuruga - Niigata - Akita - Tomakomai.
Le 6 décembre 2008, alors qu'il se trouve au port d'Akita par vents violent venant du ouest-sud-ouest, le Ferry Shirakaba entre en collision avec le remorqueur Kaisho Maru qui l'assistait durant sa manœuvre d'accostage.
À la suite de l'entrée en flotte du Lavender et de l‘Azalea en 2017, les Ferry Shirakaba et Ferry Azalea sont de nouveau remplacés par le Lilac et le Yuukari. Le Ferry Shirakaba réalise ainsi sa dernière traversée pour le compte de Shin Nihonkai le 28 juin 2017 avant d'être désarmé à Aioi. Peu de temps après, il est vendu à la société indonésienne Mutiara Ferindo Internusa (MFI).

#### Mutiara Ferindo Internusa (depuis 2017)
Réceptionné par son nouveau propriétaire, le navire est rebaptisé Golden Pearl 6. Le 11 décembre 2017, il quitte le Japon pour rejoindre l'Indonésie sous pavillon de complaisance mongol. Arrivé à destination, il est repeint avec une livrée copiée sur celle de la compagnie japonaise Meimon Taiyō Ferry et arbore une cheminée rouge et une coque peinte en bleu avec l'inscription « City Line » sur ses flancs. Renommé Mutiara Fernindo VII, il est enregistré sous pavillon indonésien et mis en service dans un premier temps entre Jakarta et Pajang. À partir de 2021, il est transféré sur les lignes entre les îles de Bali et Lombok.

## Aménagements
Le Ferry Shirakaba possède 8 ponts. Si le navire s'étend en réalité sur 10 ponts, deux d'entre eux sont inexistants au niveau des garages afin de permettre au navire de transporter du fret. Du point de vue commercial, la numérotation des ponts débute à partir du pont garage inférieur (correspondant au pont 1). Les locaux passagers occupent les ponts 3, 4 et 5 tandis que l'arrière du pont 3 est consacré à l'équipage. Les ponts 1, et 2 et 3 abritent quant à eux les garages.

### Locaux communs
Les installations du Ferry Shirakaba se situent pour la plupart à l'arrière du pont 4. Les passagers ont à leur disposition un restaurant, un grill, un café ainsi qu'un espace extérieur.
Parmi les installations se trouve :
- Le café Tapiola : le bar principal du navire situé à la poupe du côté tribord ;
- Le restaurant White Birch : restaurant du navire situé au milieu du navire ;
- Le grill Rose Ancien : situé à bâbord au niveau de la promenade interne ;
- Le salon Finlandia : situé à l'avant au pont 4, offre une vue sur la navigation.
- Le fumoir Bergen : salon fumeur situé à l'avant au pont 3.

En plus de ces principaux aménagements, le navire propose également sur le pont 5 une salle de télécinéma, sur le pont 4 deux bains publics (appelés sentō), l'un pour les hommes, l'autre pour les femmes à bâbord, une boutique, une salle de jeux vidéos ainsi que deux bains à remous à l'extérieur à l'arrière du pont 4.

### Cabines
À bord du Ferry Shirakaba, les cabines sont répartis en quatre catégories selon le niveau de confort. Ainsi, le navire est équipé de quatre suites d'une capacité de deux personnes, 28 cabines luxe à deux de catégorie B, 49 cabines standards de catégorie B à deux et 20 à quatre, 12 dortoirs à 24, un à 42 et 16 à 18.

## Caractéristiques

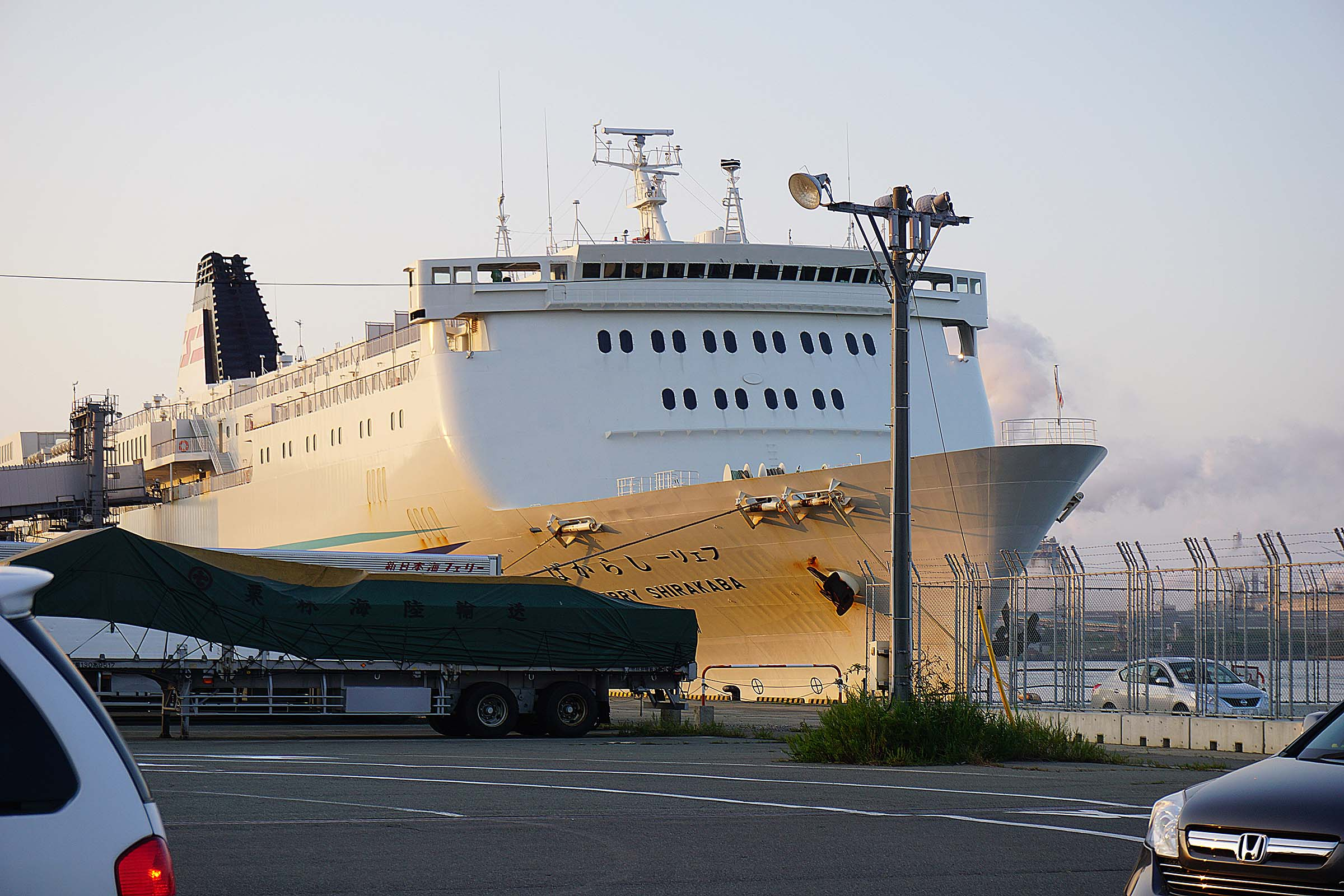
Le Ferry Shirabaka à quai à Akita.

Le Ferry Shirakaba mesure 195,50 mètres de long pour 29,40 mètres de large, son tonnage est de 20 554 UMS (ce qui n'est pas exact, le tonnage des car-ferries japonais étant défini sur des critères différents). Il peut embarquer 926 passagers et possède un spacieux garage pouvant embarquer 186 remorques et 80 véhicules. Le garage est accessible par l'arrière au moyen de deux portes rampe latérales, l'une à tribord au niveau du garage inférieur et l'autre à tribord au niveau du garage supérieur et d'une rampe axiale. La propulsion du Ferry Shirakaba est assurée par deux moteurs diesel Diesel United 9PC40L (licence du constructeur français SEMT Pielstick au Japon) développant une puissance de 23 820 kW entrainant deux hélices à pas variables faisant filer le bâtiment à une vitesse de 26 nœuds. Il est en outre doté de deux propulseurs d'étrave ainsi que d'un stabilisateur anti-roulis. Les dispositifs de sécurité sont essentiellement composés de radeaux de sauvetage mais aussi d'une embarcation semi-rigide de secours.

## Lignes desservies
De 1994 à 2003, le Ferry Shirakaba était affecté principalement entre Niigata et Otaru. Il a ensuite desservi jusqu'en 2017 la ligne Tsuruga - Niigata - Akita - Tomakomai.
Actuellement, le navire navigue en Indonésie entre Jakarta et Pajang.